# Açude Banabuiú
O Açude Banabuiú ou, oficialmente, Arrojado Lisboa, é um açude brasileiro no estado do Ceará.
Está construído sobre o leito do rio Banabuiú no município homônimo. Suas obras foram concluídas em 1966 sendo executadas pelo Departamento Nacional de Obras contra a Seca, o DNOCS.
Sua capacidade de armazenamento é de cerca de 1.700.000.000 m³, o que o coloca como o terceiro maior reservatório de água do estado e o maior da sub-bacia hidrográfica do rio Banabuiú.
Sua primeira sangria aconteceu em fevereiro de 2004, 38 anos após sua conclusão e sua segunda e última aconteceu em maio de 2009 quando chegou a 95,6% da sua capacidade, há 15 anos. Em abril de 2024 o açude contava com 42,26% de sua capacidade. 
Seu nível mais crítico de armazenamento aconteceu em fevereiro de 2017, quando chegou a 0,39% da sua capacidade.